# Setzkeil

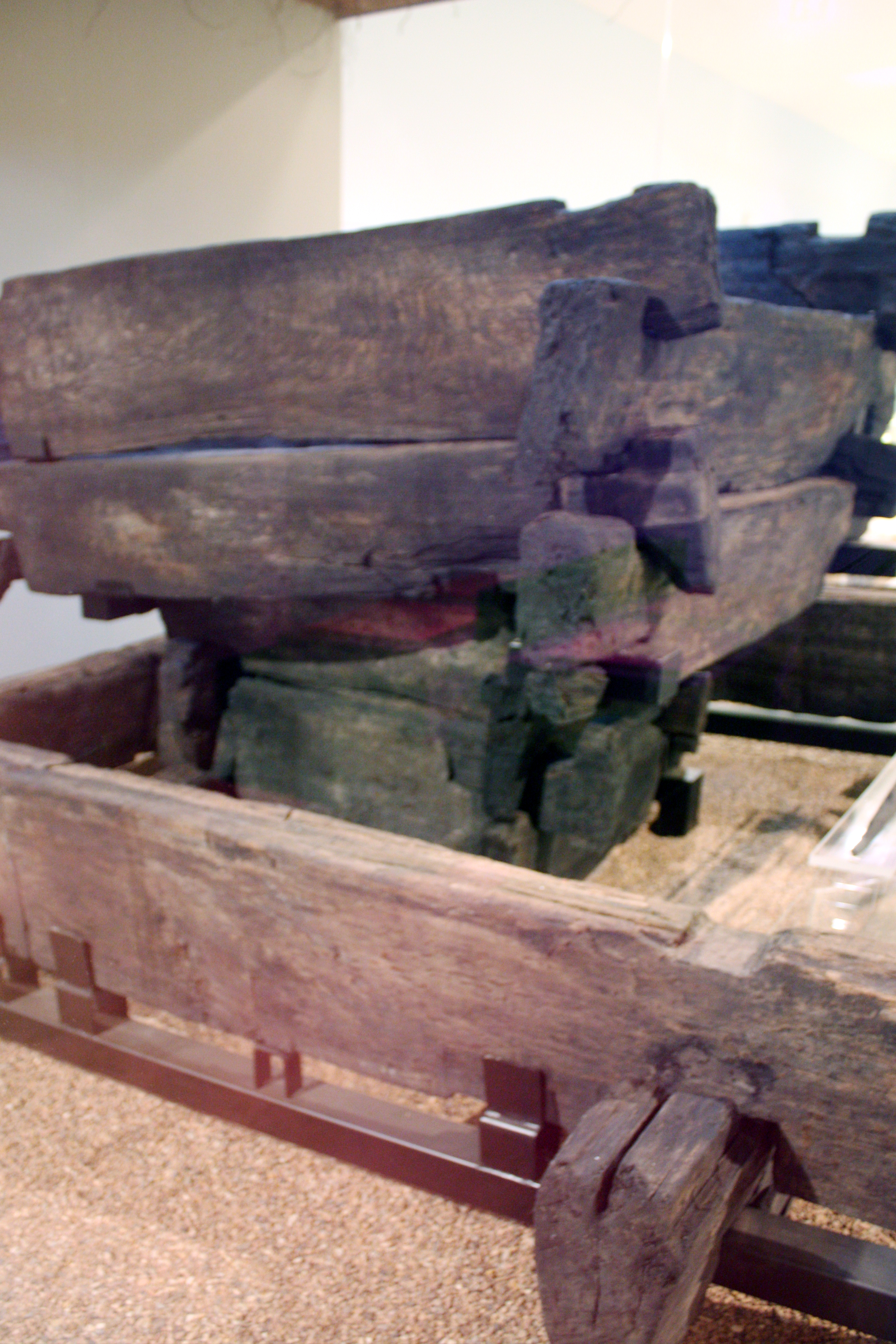
Spaltbohlen von Kückhoven

Der Setzkeil ist ein durchbohrtes, geschliffenes neolithisches Großgerät aus Stein, das vom Beginn der Linearbandkeramik (5500 v. Chr.) bis zur Periode der Epi-Rössen-Gruppen in Gebrauch war. Setzkeile stellen im Verbreitungsgebiet dieser Kulturen neben dem Schuhleistenkeil eine häufig vertretene Fundgattung dar. Obwohl sie auch als Steinbeil oder Steinaxt bezeichnet wurden, war sich die Forschung früh darin einig, dass ein solcher Gebrauch auszuschließen ist. Auffallend ist die im Verhältnis zum Gewicht oft viel zu kleine Lochung und die asymmetrische Form. 
Clemens Eibner hat zuerst die Verbindung zur neuzeitlichen Verwendung von Setzkeilen hergestellt, der Spaltung von Holz entlang der Faser. Durch eine solche Erklärung wird klar, wie die Bretter und Bohlen der großen Häuser beim Fehlen von Sägen gefertigt werden konnten. Einen Einblick in die Zimmermannskunst der späten Linearbandkeramik hat das Eichenwerk der drei Brunnen von Kückhoven, Kreis Erkelenz erbracht. 
Abnutzungsspuren entstehen bei Setzkeilen an jenen Stellen, auf die geschlagen wurde und an denen der Spaltdruck wirkte. Da die Schneide keine Hauptrolle spielte, war sie oft stumpf. Da jedoch Schäden am vorderen Teil die Funktion beeinträchtigten, wurde das Gerät häufig nachgeschliffen und dadurch ständig weiter gekürzt. Wahrscheinlich hat man bei den unterschiedlichen Funden lediglich zufällige Stadien der Abnutzung vor sich. Ein 4,1 kg schwerer Setzkeil von 44,8 cm Länge, neun Zentimetern Breite und 5,9 cm Dicke, der bei Welver im Kreis Soest gefunden wurde, weist bereits Gebrauchs- oder Nacharbeitungsspuren auf, obwohl er zu den größten jemals gefundenen Exemplaren gehört. 